# Vojvodstvo Normandija
Vojvodstvo Normandija je bila državna tvorevina na sjeveru Francuske. 
Nalazila se na području današnje pokrajine Normandije. Rezultatom je raznih danskih, norveških, nordijskogalskih (iz dijelova Škotske i Irske), orkneyskovikinških i anglodanskih (s područja Danelaw) invazija na Francusku u VIII. stoljeću. Ovaj posjed je nastao ugovorom iz Saint Clair-sur-Eptea iz 911. godine iz koncesija koje je Karlo III. odobrio Rolonu (kršten imenom Robert), vikinškom vođi radi sprječavanja daljnjih prodora Vikinga na francusko tlo. Ugovorom je Rolon bio obvezan braniti Francusku od ostalih Vikinga.
Izvorno ju je činio sjeverni dio pokrajine Neustrije oko Rouena na Seini. Kasnije se proširila južno, čime je uključila područja Évreuxa i Alençona i zapadno u bretonski teritorij. Time je približno došla do granica današnjih francuskih pokrajina Gornje Normandije i Donje Normandije, uključujući i Kanalske otoke. Kopneni dio tog vojvodstva je danas dijelom Francuske. Naslov vojvode Normandije danas nosi britanski suveren, a od tog starog vojvodstva su ostali samo kanalski otoci Jersey i Guernsey, koji su krunski posjedi Britanske Monarhije.

## Prije Normana
Prvi tragovi ljudske prisutnosti na području Normandije mogu se pratiti od kamenoga (paleolitičkoga) doba. Nakon pobjede Julija Cezara nad Keltima područje Normandije ušlo je u sastav rimske provincije Galije (Gallia Lugdunensis Secunda), u sastavu koje je bila sve do propasti Zapadnoga Rimskoga Carstva. Tijekom V. st. Normandija je ušla u sastav franačke države kao dio Neustrije. Početkom IX. st. na obalu i u unutrašnjost Normandije stigli su Normani iz Skandinavije, koji su, iskoristivši slabljenje franačke države nakon Karla I. Velikoga, prodrli rijekom Seinom i njezinim pritocima duboko u unutrašnjost, pljačkajući francuske gradove.

## Podrijetlo Normana
Normani (srednjovj. lat. Northmanni, riječ germanskog podrijetla sa značenjem: ljudi sa sjevera; ime koje se u ranome srednjem vijeku koristilo za pripadnike svih germanskih skandinavskih naroda), germanski narod naseljen u ranome srednjem vijeku u Skandinaviji i na Jyllandu, gdje je od VIII. do IX. st. postupno oblikovao svoje države: Švedsku, Norvešku i Dansku. Historiografija u vrijeme dok pljačkaju i pustoše naziva Vikinzima (u zapadnoj Europi) i Varjazima (u istočnoj Europi), a kada se naseljavaju Normanima. Vojni i pljačkaški pohodi Normana praćeni su njihovom kolonizacijom na Britanskom otočju (područje tzv. Danskog zakona, otočja Shetland, Orkney, Hebridi, otok Man, Caithness i Sutherland u Škotskoj, Dublin), Islandu i Grenlandu.

## Dolazak i vlast Normana
Velike migracije Normana počele su oko 800. Franačko Carstvo napali su prvi put za Karla I. Velikoga, a sve žešće za njegovih nasljednika tijekom IX. i X. stoljeća, iskoristivši slabljenje franačke države. Prodirali su rijekom Seinom duboko u kopno i pljačkali gradove. Između 845. i 886. napadaju i Pariz. Istodobno su se počeli i naseljavati, a konačno su stabilizirali svoje stečevine kada su za vladavine vojvode Rolona (860. – 932.). Kao vođa normananskih gusara potkraj X. stoljeća, Rolon (pravim imenom Hrolf) zauzeo je područje oko ušća Seine, odakle je vojno ugrožavao susjedne francuske krajeve. Godine 910., prilikom napada na Chartres i Pariz, teško ga je porazio budući francuski kralj Robert I.
Napadi Normana na Zapadno Franačko Kraljevstvo jenjavaju nakon što je kralj Karlo III. Glupi udijelio 911. normanskom vođi Rolonu područje uz donji tok Seine. Normani su se tako učvrstili u sjevernoj Francuskoj kao posebno vojvodstvo sa središtem u Rouenu, koje se prema njihovu imenu počelo zvati Normandija. Rolon, kao kraljev vazal kršten je imenom Robert 912. Podupirao je kralja Karla III. u ratu s njegovim suparnicima. Utemeljitelj je dinastije vojvodâ od Normandije. Iako je tijekom X. stoljeća imigracija novih useljenika iz Skandinavije u Normandiju zamjetna, u kulturnom smislu normandijski Normani ubrzo prihvaćaju francuski jezik i franačke društvene institucije. Normandija je svoje granice zaokružila uglavnom u X. stoljeću za vrijeme Rolonovih nasljednika.
Vilim I. Dugi Mač (William Longsword, Guillaume Longue-épée) Rolonov sin i nasljednik od 927., neprestano je nastojao proširiti svoj teritorij, osvajanjem ili iziskivanjem nove zemlje od francuskog kralja na osnovi štovanja. Godine 939. pridružio se Hugi Velikom u pobuni protiv kralja Luja IV. Posredovanjem pape, rat je završio, a Luj je priznao Vilimovu investituru na Normandiju (940.). Vilim je, međutim, nastavio svoje teritorijalne ambicije, pogotovo prema sjeveru. Privučen na dogovor na otok u rijeci Sommi, u Pikardiji, u prosincu 942. Tu je ubijen po nalogu grofa od Flandrije, Arnulfa I. Naslijedio ga je sin Rikard I. Neustrašivi (Richard the Fearless, Richard sans Peur). Francuski kralj Luj IV. ga je uzeo za taoca, dok je bio dječak, s namjerom podvrgavanja Normandije pod svoju vlast. Godine 945. Normani su zarobili Luja i Rikard je pušten. Rikard je izdržao daljne karolinške pokušaje podčinjavanja njegovog vojvodstva, a 987. pomogao je u osigurati francusku krunu svome šogoru Hugi Capetu.
U XI. stoljeću vojvodstvo Normandija postalo je jednim od najmoćnijih u Francuskom Kraljevstvu pod dinastijom Kapetovića, a održalo je tijesne veze s Norvežanima i Anglosasima. Nakon smrti Rikarda I. Neustrašivog (996.), vojvoda je postao njegov sin Rikard II. Dobri (Richard The Good, Richard Le Bon). Ugušio je seljačku bunu i pomogao je francuskom kralju Robertu II. protiv vojvodstva Burgundije. Odbio je engleski napad na poluotok Cotentin koji je vodio anglosaski kralj Engleske Ethelred II. Nespremni. Proveo je reformu normanskih samostana. Naslijedio ga je sin, Rikard III., koji je vladao jednu godinu (1026. – 1027.). Uspio je ugušiti pobunu brata Roberta, potom je vjerojatno otrovan. Naslijedio ga je brat Robert.
Robert I. Veličanstveni (Robert the Magnificent, Robert le Magnifique) se borio za vojvodstvo sa svojim starijim bratom i legalnim nasljednikom Rikardom III. Nakon Rikardove smrti, Robert je postao jak vladar. Uspio je dobiti poslušnost svojih podanika, iako je proširio koncesije lena sa svojih vojvodskih posjeda i uzurpiranu crkvenu imovinu dao novim i nižim redovima nemirnih plemića. Nakon smrti kralja Roberta II. Pobožnog (1031.), nastala je kriza nasljeđivanja u Francuskoj. Robert je dao svoju podršku Henriku I. protiv njegovog mlađeg brata. Kao nagradu zahtijevao je i dobio je, navodno s Henrikovim dopuštenjem, Vexin Français, područje nedaleko sjeverno od Pariza. Kao zaštitnik pokreta reforme samostana, umro je vraćajući se s hodočašća iz Jeruzalema, 1035. kod Niceje.

## Normanska osvajanja
Vojvoda Vilim I. Osvajač, sin Roberta I. Veličanstvenog, iskrcavši se u južnoj Engleskoj, pobijedio je 1066. Anglosase pod kraljem Haroldom II. kraj Hastingsa i zavladao Engleskom (tzv. Normansko osvajanje). Tada je počeo proces stapanja Normana i Anglosasa u engleski narod. Nakon smrti Vilima I. Osvajača (1087.) anglonormanski posjedi podijeljeni su između njegova dva starija sina, ali ih je 1106. ponovno ujedinio najstariji sin Henrik I. Položaj normandijskog vojvode uz manje prekide obnašaju engleski kraljevi do 1204. Nakon Henrikove smrti (1135.) za prijestolje su se borili njegova kći Matilda, udana za grofa Gotfrida (Geoffrey) V. od Anjoua (pod nadimkom Plantagenêt), i kralj Stjepan od Bloisa.
Prijepor je konačno bio riješen 1154. dolaskom na vlast Matildina sina iz braka s Geoffroijem od Anjoua, Henrika II., koji je zavladao golemim posjedom od Akvitanije do Škotske (tzv. Anžuvinsko ili Plantagenetsko carstvo). No sve veće suprotnosti između engleskog i francuskog dvora dovele su uskoro do raspada te države i ponovnoga sjedinjenja Normandije s Francuskim Kraljevstvom (1204.). Tada je od engleskog kralja Ivana Bez Zemlje preotima francuski kralj Luj VII. God. 1259. engleski kralj Henrik III. i formalno se odrekao svojih presezanja na Normandiju ugovorom u Parizu. Početkom XV. st. Englezi su tijekom Stogodišnjeg rata ponovno zauzeli vojvodstvo, ali su ga 1450. prisiljeni vratiti Francuskoj nakon poraza kraj Formignyja. Godine 1468. kralj Luj XI. proglasio je nedjeljivost Normandije od francuske krune te se otada njome upravlja kao kraljevskom provincijom (Normandija).
Na Sredozemnome moru pojavili su se Normani kao gusari već u IX. st. Prvi teritorijalni posjed koji su stekli u Italiji bilo je vojvodstvo Aversa, na području Napulja, koje je 1030. napuljski knez Sergije IV. predao normanskomu vojskovođi Rainulfu Drengotu.  Oko 1030. normandijski Normani započinju i osvajanje južne Italije te u njoj osnivaju grofovije Aversu (Rikard od Averse) i Siciliju (Roger I.) te vojvodstva Apuliju i Kalabriju (Robert Guiscard). Normanski vojvoda Robert Guiscard učvrstio je oko 1046. svoju vlast u Kalabriji, a poslije i u Apuliji. Južnotalijanski Normani vode borbu s Bizantom za prevlast na Jonskomu moru te s magrepskim Arapima za prevlast nad pomorskim prolazom između istočnog i zapadnog Sredozemlja (Malta, Tunis), a povremeno se sukobljavaju i s hrvatskim vladarima (Amiko II. i Petar Krešimir IV.). Kao papinski vazali (od 1046.) podržavaju grgurovsku reformu te stupaju u protubizantski savez s hrvatskim kraljem Zvonimirom (1080. – 1081.).
Godine 1091. Robertov brat Roger I. preoteo je Saracenima Siciliju, a 1130. njegov se sin Roger II. (1097. – 1154.) okrunio za kralja Napulja i Sicilije (1130.), ujedinivši cijelu južnu Italiju pod svojom vlašću. Sicilsko Kraljevstvo bilo je jedna od najnaprednijih i najzanimljivijih srednjovjekovnih država, koja svoj vrhunac postiže za vladavine Rogerovih sina i unuka Vilima I. Lošeg (1120. – 1166.) i Vilima II. Dobrog (1154. – 1189.). Vrhovništvo normanskih sicilskih kraljeva priznavao je od 1185. – 1192. i Dubrovnik. Ta je normanska dinastija Hauteville vladala do 1189., kada je umro njezin posljednji član Vilim II. Kako nije imao nasljednika, njegovo je prijestolje zauzeo Tankred iz Leccea. Izumrćem zakonite muške loze dinastije Sicilsko Kraljevstvo prešlo je udajom Konstance, sestre Vilima I., za cara Henrika VI. na njemačku dinastiju Hohenstaufen. Godine 1194. umro je kralj Tankred, pa je Henrik bez muke osvojio Siciliju i okrunio se u Palermu za kralja Sicilije.
Pod vodstvom Bohemunda, sina Roberta Guiscarda, i njegova nećaka Tankreda Hautevilleskog, južnotalijanski Normani sudjeluju u I. križarskom ratu te osnivaju u Svetoj zemlji kneževinu Antiohiju i grofoviju Tripoli. Bohemund I. (rođen oko 1057., umro 1111.), sin Roberta Guiscarda; vojvoda od Taranta, istaknuti sudionik Prvoga križarskog rata. Od 1098. knez od Antiohije. Da sačuva za sebe Antiohiju, ratovao s Bizantom i Seldžucima, koji su ga i zarobili. Vrativši se iz zarobljeništva, u Italiji organizira (1104.) nove čete za vojni pohod na Istok. Godine 1107. ulazi ponovno u rat s Bizantom, ali je, nakon neuspjele opsade Drača, bio prisiljen sklopiti mir s carem Aleksijem I. Komnenom (1108). Pripremajući se na novu vojnu, umro je u Pugli. Njegovi istoimeni nasljednici (Bohemund II., Bohemund III., Bohemund IV., Bohemund V., Bohemund VI., Bohemund VII.) bili su više od stoljeća i pol knezovi od Antiohije, a od Bohemunda IV. (oko 1173–1233) i grofovi od Tripolija. Izgubivši Antiohiju, koju je 1268. zauzeo egipatski sultan Baibars, Bohemund VI. (1237. – 1275.) povukao se u Tripoli. Njegov sin Bohemund VII. (u. 1287) uzalud je nakon Baibarsove smrti pokušavao ponovno osvojiti Antiohiju. Dvije godine nakon Bohemundove smrti i Tripoli je pao pod vlast egipatskog sultana.

## Poveznice
- Normanska dinastija
- dinastija Hauteville
- dinastija Poitiers od Antiohije
- Normansko osvajanje Engleske
- Kraljevina Sicilija
- Kneževina Antiohija